# Hybomitra lyneborgi
Hybomitra lyneborgi är en tvåvingeart som beskrevs av Chvala 1969. Hybomitra lyneborgi ingår i släktet Hybomitra och familjen bromsar.
Artens utbredningsområde är Nepal. Inga underarter finns listade i Catalogue of Life.